# Jaden Smith-diszkográfia
Ez a szócikk az amerikai zenész, rapper, színész Jaden Smith diszkográfiája, mely 3 stúdióalbumot, 3 középlemezt, valamint 16 kislemezt tartalmaz.

## Albumok

### Stúdióalbumok
| Cím                    | Album megjelenés                                                                                              | Legmagasabb slágerlistás helyezés | Legmagasabb slágerlistás helyezés | Legmagasabb slágerlistás helyezés | Legmagasabb slágerlistás helyezés | Legmagasabb slágerlistás helyezés | Legmagasabb slágerlistás helyezés | Legmagasabb slágerlistás helyezés |
| Cím                    | Album megjelenés                                                                                              | US                                | US R&B/HH                         | US Rap                            | CAN                               | FRA                               | NZ                                | UK                                |
| ---------------------- | --- | --------------------------------- | --------------------------------- | --------------------------------- | --------------------------------- | --------------------------------- | --------------------------------- | --------------------------------- |
| Syre                   | - Megjelent: 2017. november 17. - Kiadó: MSFTSMusic, Roc Nation - Formátum: LP, Digitális letöltés            | 24                                | 10                                | 8                                 | 32                                | 142                               | 33                                | 85                                |
| Erys                   | - Megjelent: 2019. július 5. - Kiadó: MSFTSMusic, Roc Nation - Formátum: Vinyl, digitális letöltés, streaming | 12                                | 8                                 | 6                                 | 18                                | 134                               | 25                                | 62                                |
| CTV3: Cool Tape Vol. 3 | - Megjelent: 2020. augusztus 28. - Kiadó: MSFTSMusic, Roc Nation - Formátum: digitális letöltés, streaming    | 44                                | —                                 | 25                                | 55                                | 141                               | —                                 | —                                 |

### Mixtape-ek
| Cím                                 | Album megjelenés                                                                                                  | Legmagasabb slágerlistás helyezés |
| Cím                                 | Album megjelenés                                                                                                  | US                                |
| ----------------------------------- | --- | --------------------------------- |
| The Cool Cafe: Cool Tape Vol. 1     | - Megjelent: 2012. október 1. - Kiadó: független - Formátum: Digitális letöltés                                   | —                                 |
| CTV2                                | - Megjelent: 2014. november 18. - Re-released: December 1, 2016 - Kiadó: független - Formátum: Digitális letöltés | —                                 |
| The Sunset Tapes: A Cool Tape Story | - Megjelent: 2018. november 17. - Kiadó: MSFTSMusic, Roc Nation - Formátum: Digitális letöltés                    | 117                               |

## Középlemezek
| Cím                                       | EP megjelenés                                                                                 |
| ----------------------------------------- | --------------------------------------------------------------------------------------------- |
| This Is the Album (with Daniel D'artiste) | - Megjelenés: 2015. február 5. - Kiadó: független - Formátum: Digitális letöltés              |
| Syre: The Electric Album                  | - Megjelent: 2018. július 12. - Kiadó: MSFTSMusic, Roc Nation - Formátum: Digitális letöltés  |
| Erys is coming                            | - Megjelent: 2019. április 19. - Kiadó: MSFTSMusic, Roc Nation - Formátum: Digitális letöltés |

## Kislemezek

### Mint előadó
| Fallen                                                              | 2016 | — | —  | —  | —  |                           | Syre           |  |
| Batman                                                              | 2017 | — | —  | —  | —  |                           | Syre           |  |
| Watch Me                                                            | 2017 | — | —  | —  | —  |                           | Syre           |  |
| Falcon (featuring Raury)                                            | 2017 | — | —  | —  | —  |                           | Syre           |  |
| Icon (solo or featuring Nicky Jam or Will Smith and Nicky Jam)      | 2017 | 3 | 46 | 75 | —  | - RIAA: Arany - MC: Arany | Syre           |  |
| Ghost (featuring Christian Rich)                                    | 2018 | — | —  | —  | —  |                           | nem album dal  |  |
| Back on My Sh*t                                                     | 2018 | — | —  | —  | —  |                           | Skate Kitchen1 |  |
| Goku                                                                | 2018 | — | —  | —  | 33 |                           | nem album dal  |  |
| Again                                                               | 2019 | — | —  | —  | —  |                           | nem album dal  |  |
| Cabin Fever                                                         | 2020 | — | —  | —  | 34 |                           |                |  |
| Rainbow Bap                                                         | 2020 | — | —  | —  | 19 |                           |                |  |
| Bye                                                                 | 2021 | — | —  | —  | —  |                           |                |  |
| — nem volt slágerlistás helyezés, vagy nem jelent meg az országban. |      |   |    |    |    |                           |                |  |

### Közreműködő előadóként
| Cím                                                                      | Év   | Legmagasabb slágerlistás helyezés | Legmagasabb slágerlistás helyezés | Legmagasabb slágerlistás helyezés | Legmagasabb slágerlistás helyezés | Legmagasabb slágerlistás helyezés | Legmagasabb slágerlistás helyezés | Legmagasabb slágerlistás helyezés | Legmagasabb slágerlistás helyezés | Legmagasabb slágerlistás helyezés | Díjak, jelölések                                                  | Album                        |
| Cím                                                                      | Év   | US                                | AUS                               | AUT                               | CAN                               | FRA                               | IRE                               | NZ                                | SWI                               | UK                                | Díjak, jelölések                                                  | Album                        |
| ------------------------------------------------------------------------ | ---- | --------------------------------- | --------------------------------- | --------------------------------- | --------------------------------- | --------------------------------- | --------------------------------- | --------------------------------- | --------------------------------- | --------------------------------- | ----------------------------------------------------------------- | ---------------------------- |
| Never Say Never (Justin Bieber featuring Jaden Smith)                    | 2010 | 8                                 | 17                                | 31                                | 11                                | 93                                | 22                                | 20                                | 38                                | 34                                | - RIAA: 5× Platina - ARIA: 2× Platina - MC: Platina - RMNZ: Arany | Never Say Never: The Remixes |
| All About You (Brandon Thomas featuring Jaden Smith)                     | 2016 | —                                 | —                                 | —                                 | —                                 | —                                 | —                                 | —                                 | —                                 | —                                 |                                                                   | nem album dal                |
| Uno Dos (Teo featuring Jaden Smith)                                      | 2017 | —                                 | —                                 | —                                 | —                                 | —                                 | —                                 | —                                 | —                                 | —                                 |                                                                   | nem album dal                |
| Just Slide (Harry Hudson featuring Jaden Smith)                          | 2018 | —                                 | —                                 | —                                 | —                                 | —                                 | —                                 | —                                 | —                                 | —                                 |                                                                   | nem album dal                |
| Shibuya (Ghost II) (Christian Rich featuring Jaden, Vic Mensa and Belly) | 2019 | —                                 | —                                 | —                                 | —                                 | —                                 | —                                 | —                                 | —                                 | —                                 |                                                                   |                              |
| Your Imagination (Babe Rainbow featuring Jaden)                          | 2021 | —                                 | —                                 | —                                 | —                                 | —                                 | —                                 | —                                 | —                                 | —                                 |                                                                   |                              |
| — nem volt slágerlistás helyezés, vagy nem jelent meg az országban.      |      |                                   |                                   |                                   |                                   |                                   |                                   |                                   |                                   |                                   |                                                                   |                              |

## Egyéb slágerlistás dalok
| Cím                                              | Év   | Legmagasabb slágerlistás helyezés | Legmagasabb slágerlistás helyezés | Legmagasabb slágerlistás helyezés | Album                  |
| Cím                                              | Év   | US Bub.                           | US R&B/ HH                        | NZ Hot                            | Album                  |
| ------------------------------------------------ | ---- | --------------------------------- | --------------------------------- | --------------------------------- | ---------------------- |
| Sin (Young Thug, Jaden Smith közreműködésével)   | 2018 | 3                                 | 48                                | 32                                | On the Rvn             |
| Iconic (Logic, Jaden Smith közreműködésével)     | 2018 | 21                                | —                                 | 15                                | YSIV                   |
| I                                                | 2019 | —                                 | —                                 | 36                                | Erys                   |
| Noize (Tyler, the Creator közreműködésével)      | 2019 | —                                 | —                                 | 29                                | Erys                   |
| Summertime in Paris (Willow közreműködésével)    | 2019 | —                                 | —                                 | 14                                | Erys                   |
| Chateau (ASAP Rocky közreműködésével)            | 2019 | —                                 | —                                 | 26                                | Erys                   |
| Falling for You (Justin Bieber közreműködésével) | 2020 | —                                 | —                                 | 15                                | CTV3: Cool Tape Vol. 3 |

## Vendégelőadóként
| Cím                                | Év   | Közreműködő előadó(k)                          | Album                                            |
| ---------------------------------- | ---- | ---------------------------------------------- | ------------------------------------------------ |
| Never Say Never (Acoustic Version) | 2010 | Justin Bieber                                  | My Worlds Acoustic and My Worlds: The Collection |
| Thinkin Bout You                   | 2011 | Justin Bieber                                  | nem album dal                                    |
| Happy New Year                     | 2012 | Justin Bieber                                  | nem album dal                                    |
| Fairytale                          | 2012 | Justin Bieber                                  | Believe                                          |
| The Worst (Remix)                  | 2013 | Jhené Aiko                                     | nem album dal                                    |
| Pop Thieves (Make It Feel Good)    | 2014 | Childish Gambino                               | Kauai                                            |
| Late Night in Kauai                | 2014 | Childish Gambino                               | Kauai                                            |
| Lonely                             | 2016 | Post Malone, Teo                               | August 26th                                      |
| Like This                          | 2016 | Rich the Kid                                   | Rich Forever Music 2                             |
| Here (Remix)                       | 2016 | Alessia Cara                                   | Here (The Remixes) EP                            |
| #WHEREISTHELOVE                    | 2016 | The Black Eyed Peas, The World                 | N/A                                              |
| Kitchen                            | 2016 | Kid Cudi                                       | Passion, Pain & Demon Slayin'                    |
| Pothole                            | 2017 | Tyler, the Creator                             | Flower Boy                                       |
| Perry Aye                          | 2017 | ASAP Mob, ASAP Rocky, ASAP Nast, Playboi Carti | Cozy Tapes Vol. 2: Too Cozy                      |
| Moonlight                          | 2017 | Ian Frequency                                  | Frequency                                        |
| Sin                                | 2018 | Young Thug                                     | On the Rvn                                       |
| Iconic                             | 2018 | Logic                                          | YSIV                                             |
| New Orleans                        | 2018 | Brockhampton                                   | Iridescence                                      |
| Way Up                             | 2018 | N/A                                            | Spider-Man: Into the Spider-Verse                |